# Galgenhumor
Galgenhumor übt oder besitzt, wer in einer für ihn nachteiligen, bedrohlichen oder ausweglosen Situation ein komisches Element findet und seine Lage oder sich selbst belacht oder verspottet, indem er beispielsweise sein tatsächliches oder vermeintliches Unglück auf humoristische oder ironische Weise in einen Vorteil umdeutet. Es handelt sich dabei um einen bitteren, zuerst nicht unterhaltsamen, nur vorgespielten, erkennbar aufgesetzten Humor. Wörtlich meint Galgenhumor entsprechende Aussprüche eines Verurteilten auf dem Weg zum Galgen. Der Duden definiert Galgenhumor als „gespielte[n] Humor, vorgetäuschte Heiterkeit, mit der jemand einer unangenehmen oder verzweifelten Lage, in der er sich befindet, zu begegnen sucht.“

## Beispiele
- Dem Räuber Mathias Kneißl wird – im Zusammenhang mit der Verkündung seines Todesurteils, die an einem Montag stattfand – der Ausspruch zugeschrieben: „De Woch fangt scho guat o.“ („Die Woche fängt ja schon gut an.“)

- Dem Berliner Räuber Werner Gladow wird im Zusammenhang mit der Verkündung des Urteils der Ausspruch zugeschrieben: „Wissen Sie, Herr Richter, die dreifache Todesstrafe, einmal lass ich mir das ja gefallen, die Birne abhauen, aber det andere beede Mal würde ich sagen, dat is Leichenschändung.“[3]

- Am 25. Juli 2008 sprach der in den USA wegen Mordes zum Tode verurteilte Christopher Emmett, nachdem der Gouverneur von Virginia das Gnadengesuch abgelehnt hatte, als letzte Worte vor der Vollstreckung des Urteils durch die Giftspritze: „Tell the governor he just lost my vote.“[4] („Sagt dem Gouverneur, dass er gerade meine Stimme verloren hat.“)